# Felix Hoppe-Seyler
Pour les articles homonymes, voir Hoppe et Seyler.
Ernst Felix Immanuel Hoppe-Seyler, né le 26 décembre 1825 à Freyburg-an-der-Unstrut et mort le 10 août 1895 à Wasserburg (Bodensee), est un chimiste et physiologiste allemand. Il est l'un des fondateurs de la biochimie et le précurseur de la biologie moléculaire.

## Biographie
Felix Hoppe est le fils d'Ernst August Dankegott Hoppe, prédicateur et surintendant à Freiburg, et de Friederike Wilhelmine Nitzsch Hoppe, dont le frère est le théologien Karl Immanuel Nitzsch ; il a dix frères et sœurs, dont le mathématicien Reinhold Hoppe.

## Contributions scientifiques
Il  étudie de nombreux fluides corporels ou milieux biologiques: le sang, l’hémoglobine, le pus, la bile, le lait et l'urine. Hoppe-Seyler remarque le premier les deux bandes bien séparées du spectre d'absorption du pigment rouge du sang qu'il nomme “Haemoglobin”. Il reconnaît dans la fixation de l’oxygène sur les érythrocytes une des fonctions de l’hémoglobine, qui forme ainsi l’oxyhémoglobine. Il démontre que l'affinité de liaison de l'hémoglobine est plus grande pour le monoxyde de carbone que pour l'oxygène, parallèlement à Claude Bernard. Il procède à la cristallisation de l’hémoglobine et confirme la présence de fer. Il découvre la méthémoglobine. Il est le premier à signaler la présence de cholestérol dans le sang en 1866.
Il introduit de nouvelles méthodes d'analyse physico-chimique et pose les bases physio-pathologiques des maladies respiratoires.
Hoppe-Seyler s'intéresse au cycle de la chlorophylle, et on lui attribue la séparation de différentes protéines (qu’il appelle protéides). Il isole la lécithine et détermine sa formule chimique brute. En 1877, il est l'un des fondateurs du Zeitschrift für Physiologische Chemie (de) (« Journal de Chimie Physiologique »), et en est le premier rédacteur en chef jusqu'à sa mort en 1895. Son travail est poursuivi par Paul Ehrlich comme par ses collaborateurs et par ses élèves : Friedrich Miescher (1844–1895) et Albrecht Kossel (1853–1927), lauréat du Prix Nobel de physiologie ou médecine, en 1910. Leurs travaux permettent des avancées considérables en chimie organique.

## Œuvres et publications
- (de) Ueber die Quellen der Lebenskräfte, C. Habel (Berlin), 1871, in-8° , 35 p.
- (de) Spectral analysis, C. Habel (Berlin), 1872, in-8° , 35 p., pl. en coul.
- (de) Physiologische Chemie, A. Hirschwald (Berlin), 1877-1881, in-8°:

1. I. "Allgemeine Biologie", Texte intégral.
2. II. "Die Verdauung und Resorption der Nährstoffe"
3. III-IV. "Die Organe des Thierkörpers und ihre Functionen, der Gesammtstoffwechsel der Thiere".

- Traité d'analyse chimique appliquée à la physiologie et à la pathologie : guide pratique pour les recherches cliniques [trad. de l'allemand sur la 4e éd. et annoté par Frédéric-Charles Schlagdenhauffen (1830-1907)], F. Savy (Paris), 1877, lire en ligne sur Gallica.
- (de) Über die Entwickelung der physiologischen Chemie und ihre Bedeutung für die Medicin, [Rede zur Feier der Eröffnung des neuen Physiologisch-Chemischen Instituts der Kaiser-Wilhelms-Universität Strassburg, gehalten am 18. Februar 1884], K. Trübner (Strassburg), 1884, Texte intégral.
- (de) Handbuch der physiologisch- und pathologisch-chemischen Analyse : für Aerzte und Studirende, avec Hans Thierfelder, 6. Aufl., A. Hirschwald (Berlin), 1893, Texte intégral.

## Sources
- (de) Eugen Baumann,  A. Kossel : Zur Erinnerung an Felix Hoppe-Seyler, Karl J. Trübner (Strasbourg), 1895.
- (de) Immanuel Munk; Felix Hoppe-Seyler, Julius Sittenfeld (Berlin), [1895].
- (en) «Obituary. Felix Hoppe-Seyler», in: Br Med J., 1895 September 14; 2(1811): 687–688, Texte intégral.
- (de) Hans Thierfelder; Felix Hoppe-Seyler, F. Enke (Stuttgart), 1926.
- Germaine Puech-Wanderer: « Felix Hoppe-Seyler (1825-1895), aristocrate de la Science » in: Histoire de la médecine à Strasbourg, [collectif sous la coordination: Jacques Héran], La Nuée Bleue (Strasbourg), 1997, p. 393.
- (en) Mary Ellen Jones: «Albrecht Kossel, A Biographical Sketch», in: Yale Journal of Biology and Medicine,  Septembre, 1953, 26, p. 80–97 Texte intégral.
- (en) Noyer-Weidner M, Schaffner W.: «Felix Hoppe-Seyler (1825-1895), a pioneer of biochemistry and molecular biology», in: Biol Chem Hoppe Seyler1995 Aug;376(8):447-8.
- (en) Joseph Stewart Fruton: «Felix Hoppe-Seyler and Willy Kühne», in:Contrasts in Scientific Style, [Research Groups in the Chemical and Biochemical Sciences], Memoirs of American Philosophical Society,1990, Volume 191, chap. 3, p. 72-117, Texte intégral.
- Max Perutz : «Hoppe-Seyler, Stokes and haemoglobin», in: Biol Chem Hoppe Seyler, 1995 Aug;376(8):449-50.
- (de) Anja Vöckel: Die Anfänge der physiologischen Chemie: Ernst Felix Immanuel Hoppe-Seyler (1825-1895),[Thèse de doctorat]. Technische Universität, Universitätsbibliothek (Berlin), 2003, Texte intégral disponible en ligne.
- (de) Julius Pagel, « Hoppe-Seyler, Ernst Felix Immanuel », dans Allgemeine Deutsche Biographie (ADB), vol. 50, Leipzig, Duncker & Humblot, 1905, p. 464-465
- (de) Karl E. Rothschuh, « Hoppe-Seyler, Felix », dans Neue Deutsche Biographie (NDB), vol. 9, Berlin, Duncker & Humblot, 1972, p. 615–616 (original numérisé).